# Ludwig Thienemann
Friedrich August Ludwig Thienemann (Freiburg-in-Unstrut (180 km ao sul de Berlim, 25 de dezembro de 1793 — Dresden, 24 de junho de 1858) foi um médico e naturalista alemão.

## Biografia
Era filho de  Johann August Thienemann (1749-1812) e de Johanne Eleonora Friederike nascida Schreiber (1757-1809). Após obter o se  título de doutor em medicina, em 1819,  viajou por dois anos através da Europa. Partiu para a Islândia, onde residiu durante treze meses. Publicou a ata da sua viagem em  1824-1827. 
Em 1822, instalou-se em  Leipzig  onde passou a ensinar zoologia na Universidade da cidade. Tornou-se curador do gabinete de curiosidades de história natural de Dresden em  1825. Fundou o jornal ornitológico Rhea , de vida curta, pois  apenas dois números foram publicados ( em  1846 e em 1849 ).
Com o pastor Wilhelm Thienemann (1781-1863), que era seu irmão,  e Christian Ludwig Brehm (1787-1864), estudou a classificação e a reprodução dos pássaros da Europa. Em 1839, a  Royal Society  convidou-o para ocupar a função de bibliotecário mas a sua saúde frágil impediu-o de aceitar o posto.